# یواس‌اس ال‌اس‌تی-۴۸۰
یواس‌اس ال‌اس‌تی-۴۸۰ (به انگلیسی: USS LST-480) یک کشتی بود که طول آن ۳۲۸ فوت (۱۰۰ متر) بود. این کشتی در سال ۱۹۴۲ ساخته شد.